# إليعازر روكح

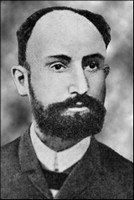
المفكر والصحفي اليهودي إليعازر روكح (روكاتش، 1854-1914)

إليعازر روكح (אלעזר רוקח؛ يوليو 1854/ 28 يونيو 1914) ناشط ومحرر وناشر للدعاية الصهيونية في اليشوف على أرض فلسطين، ومشتري أراضي غي أوني والمؤسس البيشوف فيها.
ولد ونشأ في القدس لأبوين من الحسيديين من اليشوب القديم. والده يتسحاق روكح من نسل الحاخام إليعازر روكح الذي هاجر إلى فلسطين من بولندا عام 1740. وكان جد إليعازر (من جهة والدته، مريم) الحاخام إسرائيل بك (رائد الطباعة العبرية، ومؤسس أول قرية زراعية في جبل الجرمق). كان إليعازر الأخ الأكبر لشمعون روكح وعم إسرائيل روكح. في عام 1867، عندما كان عمره 13 عامًا، تزوج وانتقل إلى منزل أصهاره في صفد.
على مر السنين، نشأ نزاع حاد وعاصف بين روكح وقيادة المدينة، من الأشكناز والسفارديم. في البداية، انتقد روكح سلوك المشرفين في صفد فيما يتعلق بتوزيع الأموال وطريقة توزيعها. وحاول وضع آلية بديلة حتى تذهب التبرعات إليه مباشرة. فنبذته قيادة صفد وحرمته دينياً، ومارسوا عليه ضغوطا اقتصادية واجتماعية، مما ألحق أضرارا جسيمة بأعماله. استخدم روكح علاقاته الجيدة في الصحافة العبرية لنشر الأخبار حول ما يحدث في المدينة، باستخدام لغة حادة ومهينة شخصياً للمعنيين. لاحقاً، اعتمد روكح خط هجوم جديد. فوضع نفسه كقائد لعملية إنتاجية الييشوف، وقدم مؤسسة الدينية في صفد على أنها معارضة للفكرة وتضهد الراغبين في الاستقرار والعمل، بسبب خوفهم من فتح مصادر الرزق سيقلل جمع التبرعات من أجل سكان الأرض وبالتالي يغلق مصدر أموالهم والثروات الخاصة للمعينين والحاخامات. وحقيقة أن حاخامات صفد، وعلى رأسهم الحاخام شموئيل هيلر، دعموا محاولات الاستيطان في روش بينا وعين زيتون، بالإضافة إلى التحركات الإنتاجية الأخرى.
عارض روكح "التقسيم" الذي كان سكان المستوطنة القديمة يكسبون عيشهم منه. في عام 1881 نشر على نفقته الخاصة كتيباً بعنوان "دولة صفد وسكانها الأشكناز"، والذي يحتوي على ملخص لما نشره على مر السنين في الصحف في ذلك الوقت. وفي الكتيب انتقد بشدة الطريقة التي كانت تدار بها الحياة في صفد، ووعظ بالحياة العملية وخاصة العمل في الأرض.
أعلن زعماء صفد مقاطعة أليعازر روكح بسبب نضاله ضد التقسيم ومطالبته بتخصيص بعض مواردها لدعم العمال اليهود في الأرض. أراد روكح أن يسير على خطى جده الذي أنشأ المزرعة الزراعية في جبل ميرون، فبادر إلى إنشاء مجموعات استيطانية. استجاب روكح مع يتسحاق فريدمان لطلب موشيه مونتيفيوري في عام 1874، وترأسا معًا مجموعة كبيرة من الأشخاص، الذين أطلقوا على أنفسهم اسم جمعية مستوطنة أرض إسرائيل، وهي مجموعة كان هدفها إيجاد أرض للاستيطان. وفي بيان مؤرخ في تو تشيشفان 5735، وقعه 72 شخصًا، لم تذكر أسماؤهم في الصحيفة، طلبوا المساعدة السخية للمساعدة في الاستجابة لمقترحات مونتيفيوري. وقد تأثر مونتيفيوري كثيراً بالاستجابة لمبادرته وعبّر عنها سواء في الصحافة العبرية أو في كتيب خاص أصدره. وأشاد هناك بالاستعداد الكبير لرؤساء اليشوف والأفراد للمشاركة في العمل، بل وذكر بشكل خاص تنظيم المجموعة في صفد، التي ترغب في استيطان الأرض وزراعتها. في أغسطس 1877، تم إبلاغ قراء الصحف بوجود منظمة أخرى، تسمى هذه المرة جمعية ييشوف الأرض المقدسة بزراعة الأرض، يرأسها روكح، وإلى جانبه في القيادة شريك آخر، ديفيد فيتالس كاهانا، ابن الحاخام باروخ. كاهانا، وكان ديانًا في صفد.
لاحقًا، نظمت مجموعة من طالبي الاستيطان المتنوعين في صفد واشتروا جزءًا من أراضي قرية جاعونة عام 1878. واستقرت هناك 30 عائلة وأنشأت غي أوني. وكانت أول مستعمرة يهودية، سابقة لبتاح تكفا، يتم إنشاؤها في فلسطين. أرض إسرائيل في العصر الحديث.
وقت شراء الأرض، كان روكح متواجداً في بيروت، وعندما علم بذلك، عارض بشدة هذه التحركات، مدعياً أنها عمل من أعمال الانحراف والاستغلال الساخر للأشخاص الذين يريدون حقاً الاستقرار والعمل أرضهم. وصب سيلاً من السخرية والازدراء على محاولة التسوية هذه. وحقيقة أن مؤسسة صفد التي يرأسها الحاخام شموئيل هيلر وقفت وراءه ودعمت هذا الفعل، وتم تعيين الحاخام رافائيل زيلبرمان لرئاسة بيت دين التابعة لغاي أوني، زادت من حدة ردود أفعاله.
وواجه المستوطنون صعوبات كثيرة، أبرزها اقتصادية، حيث لم يعتادوا على العمل في الأرض، ووجدوا صعوبة في التكيف مع صعوبات حياتهم الجديدة، فغادروا المستوطنة تدريجياً، باستثناء ثلاث عائلات. لقد اتضح أن هناك درجة من السذاجة في الافتراض أنه من خلال تحقيقهم بأجسادهم لفكرة العمل في الأرض والاستيطان، والتي بشرت بها العديد من الشخصيات والمنظمات اليهودية، فإنهم سيحصلون على دعم مالي فوري. وتبددت آمالهم وتأخر وصول المساعدة.
وفي النصف الثاني من عام 1879، عاد روكح إلى صفد، ومن ثم تجددت العلاقة بينه وبين المجموعة. ولجأ المستعمرون إلى روكح، معتقدين أن لديه اتصالات مفيدة في الخارج ويمكنه أن يخترع لهم الخلاص، فعينوه خلنجًا.